# Ушары-мурза Окоцкий
Ушары-мурза Окоцкий (старорусск. антропоним, чечен. Iовхойн Ушурма, 2-я пол. XVI века) — предводитель и военно-политический деятель чеченского общества, упоминаемого в источниках Русского государства под именем ококи (наиболее вероятно — аккинцы/ауховцы), область их расселения, так называемая, Окоцкая земля (наиболее вероятно — Аух). Упоминался только один раз в грамоте-челобитной 1588 года, где титуловался как мурза; отец следующего предводителя ококов — Ших-мурзы Окоцкого.
Ушаром явился, возможно, первым известным сегодня проводником российской царской политической линии на Кавказе.

## Имя
Имя этого предводителя ококов и «владельца» Окоцкой земли известно только из одного русскоязычного документа 1588 года — грамоты-челобитной его сына Ших-мурзы царю Фёдору I Ивановичу. Упоминается оно в тексте один раз в творительном падеже в канве повествования от имени Ших-мурзы: «и в те поры я с отцом своим с Ушарым-мурзою тебе, государю, верою и правдою служили». Разные исследователи по-разному транскрибируют в современный русский язык это нахское имя, указанное в грамоте на старорусский лад, также вольно используя традиционный для данного периода в Русском государстве титул восточных феодалов — то как мурза, то как мирза (и с маленькой, и с заглавной буквы). Историк и археограф времён Российской империи С. А. Белокуров в своей работе 1889 года именует этого военно-политического деятеля как мурза Ушар (рус. дореф. мурза Ушаръ). Кавказоведы советского периода (например Е. Н. Кушева, Н. Г. Волкова) стали указывать его как Ушары- или Ушарым-мурза/мирза. В этот же период, по какой-то причине, появились высказывания, что его нахское имя должно было звучать как Ушаром-мурза.
В работе 1959 года нахский вариант имени Ушаром-мурза, рассмотрел (предположил?) чеченский лингвист И. А. Арсаханов (у И. А. Арсаханова — Ушаром-Мурза). Согласно учёному, имя данное в грамоте в русском произношении, носит явно выраженные чеченские фонетические особенности и встречалось в Чечне вплоть до XX века в виде усечённой формы — Ушарма. Например, имя Ушарма (у И. А. Арсаханова — Ших-Ушарма) носил известный религиозно-политический деятель 2-й половины XVIII века, имам Шейх Мансур.

## История правления
Вероятно, предводители ококов — Ушары-мурза и его сын Ших-мурза, вступили в подданнические отношения с Русским государством в период основания царём Иваном IV Грозным первых городков-укреплений в долине Терека. В 1567 году на Тереке, в районе впадения в него реки Сунжи, был построен острог — первые Терки (представители Москвы — князь А. С. Бабичев и П. Протасьев), около 1572 года под давлением Османской империи укрепление было оставлено; в 1577 или 1578 годах в этом же месте строятся вторые Терки (представитель Москвы — воевода Л. З. Новосильцев), однако, в 1579 году острог опять был покинут. В грамоте, привезённой от Ших-мурзы в Москву в 1588 году сообщается, что в этот период он с отцом «верою и правдою» служил интересам русского государя.
Терские казаки и жители Ауха, имея общую границу по реке Терек, имели тесные взаимные контакты. Исходя из содержания писем Шиха Окоцкого царю и последующим отношением к нему со стороны царского правительства возможно предположить, что вайнахско-русское сотрудничество имело свою предысторию в более ранние времена, нежели период выхода России на берега реки Терек и начало строительства крепостей на этой реке.

## Значение правления
Большая роль в северокавказских делах Ушары-мирзы отмечается в грамоте царя Федора Ивановича от 1589 года. Как выясняется, Ших Окоцкий, а ещё ранее его отец Ушаром-мурза, служили царю Ивану Грозному и «в Железных Воротех много нуж терпел еси».
В грамоте отмечаются заслуги этих мурз в установлении хороших отношений царской администрации с местными феодалами и приведении их к шерти. О Ушароме-мурзе известно немного. Ушаром-мурза, видимо, один из первых чеченских предводителей, установивших с Москвой в середине XVI в. тесные связи которые осуществлялись через Суншинский острог и Терский город.
Ушаром умер в конце 1570-х годов (до 1578 г.). Умирая, он завещал своему сыну, Шиху Окоцкому, ставшему впоследствии главой Ауха, царское «слово на голове держати». Если выражение «слово на голове держати» не является преувеличением, то данная формула, как считают специалисты, «выражает признание вассалитета». Точную принадлежность данного выражения Ушарому, зная об участии его и Шиха Окоцкого в военно-политических мероприятиях России на Кавказе, трудно установить, хотя и можно признать союзно-вассальный характер взаимоотношений между ними. Несомненно, Ушаром, а впоследствии и Ших Ушаромов (Окоцкий) «сообщались с дружественными кабардинскими владельцами, участвовали в борьбе с крымскими захватчиками», а также с северокавказскими владельцами — противниками России и самих ауховских владельцев.
Сильным фактором, вынуждавшим русское царское правительство быть в союзе с Ушаромом, было желание царя России иметь в лице Ушарома противовес и барьер перед своими противниками на Северном Кавказе. Владение Ушарома располагалась в крайне выгодном со стратегической точки зрения месте, по соседству с владениями кумыкских князей, которые были в дружеских отношениях с противником России, Крымским ханством.